# Herberts Cukurs
Herberts Cukurs (pronuncia tsúkurs; Liepāja, 17 maggio 1900 – Shangrilá, 23 febbraio 1965) è stato un aviatore, militare, agente segreto e ingegnere aeronautico lettone, vice comandante del Commando Arājs, un gruppo collaborazionista della Polizia Ausiliaria Lettone legato direttamente ai servizi segreti militari nazionalsocialisti, parte delle SS. Il Commando fu coinvolto nell'omicidio di massa e nel genocidio degli ebrei lettoni durante l'Olocausto.  Sebbene Cukurs non sia mai stato processato e condannato, diversi testimoni oculari lo collegarono in modo credibile ai crimini di guerra e contro l'umanità.
Dopo la guerra si rifugiò in Brasile e fu assassinato dagli agenti del Mossad, il servizio di intelligence israeliano, nel 1965, in Uruguay, vista l'impossibilità di processarlo o estradarlo. L'agente, con il falso nome di "Anton Künzle" (vera identità: Yakoov Meidad 1919-2012; cinque anni prima partecipò a Buenos Aires - in squadra -  con Zvi Aharoni al rapimento di Eichmann), fu il vero esecutore della morte di Herberts Cukurs. Molti anni dopo insieme al giornalista Gad Shimron scrisse un libro, "The Execution of the Hangman di Riga" nel quale definirono Cukurs come "boia di Riga" (o "macellaio di Riga", Butcher of Riga: un termine usato anche per un suo "collega" e criminale nazista a Riga: Eduard Paul Roschmann alias "Federico Wagner" o "Wegener", nomi falsi usati da quest'ultimo dopo la guerra, da fuggitivo, per i crimini commessi). Questi lugubri termini furono poi ripresi da diverse altre fonti.

## Biografia

### Pioniere dell'aviazione
Come pioniere dell'aviazione a lunga distanza, Cukurs ottenne il plauso nazionale per i suoi voli in solitaria negli anni '30 (Lettonia-Gambia e Riga-Tokyo). Fu insignito del premio Harmon Trophy per la Lettonia nel 1933 e fu considerato un eroe nazionale, in modo analogo a Charles Lindbergh.
Cukurs costruì almeno tre velivoli di sua progettazione. Nel 1937 riuscì a compiere un tour di 45000 chilometri visitando Giappone, Cina, Indocina e India, pilotando il monoplano di legno C 6 "Trīs zvaigznes" (registrazione YL-ABA) di sua creazione. L'aereo era alimentato da un motore De Havilland Gipsy. Cukurs progettò anche il prototipo di bombardiere in picchiata Cukurs C-6bis nel 1940.

### Partecipazione nel Commando Arājs
Durante l'occupazione della Lettonia da parte della Germania nazista nell'estate del 1941, Cukurs divenne un membro del famigerato Commando Arajs, responsabile di molti dei crimini contro l'umanità sotto la direzione della SD, il servizio di sicurezza e di intelligence nazista. Molti lettoni e baltici infatti non erano considerati slavi ma razzialmente tedeschi e ariani, e volontariamente si misero al servizio del Reich. Lo stesso gerarca Alfred Rosenberg era un tedesco del Baltico e si adoperò per la pulizia etnica e la germanizzazione con il Generalplan Ost. Cukurs, anticomunista e antisemita, dopo che l'operazione Barbarossa liberò la Lettonia dell'occupazione sovietica del 1940, spontaneamente si arruolò in questa organizzazione paramilitare delle SS.
Nel suo libro The Holocaust in Latvia, 1941-1945, lo storico lettone Andrew Ezergailis scrive che Cukurs svolse un ruolo di primo piano nelle atrocità commesse nel ghetto di Riga in concomitanza con il massacro di Rumbula il 30 novembre 1941. Dopo la guerra, i testimoni sopravvissuti riferirono che Cukurs fu presente durante lo sgombero del ghetto e che sparò sui civili ebrei.
Secondo alcuni testimoni oculari, Cukurs fu l'uomo lettone della SD maggiormente riconoscibile sulla scena del massacro di Rumbula. Ezergailis afferma che: "sebbene gli uomini di Arājs non fossero gli unici alla fine dell'operazione nel ghetto, nella misura in cui hanno partecipato alle atrocità, la responsabilità principale ricade sulle spalle di Herberts Cukurs". Cukurs fu descritto come segue:
In seguito, Ezergailis ritrattò queste interpretazioni, dicendo che, alla luce dei nuovi documenti, sarebbe sbagliato affermare che Cukurs avesse partecipato al massacro di Rumbula o all'incendio delle sinagoghe di Riga. Durante le interviste con la stampa, Ezergailis affermò che non ci furono prove che Cukurs fosse stato a Rumbula e che non fu dimostrato che Cukurs fosse "il più impaziente tiratore contro gli ebrei in Lettonia".
Secondo un altro racconto, Cukurs partecipò anche all'incendio delle sinagoghe di Riga. Secondo l'autore Bernard Press, nel suo libro L'assassinio degli ebrei in Lettonia, Cukurs diede alle fiamme la sinagoga in via Stabu, ma solo dopo aver trascinato gli ebrei fuori dalle case vicine e averli rinchiusi al suo interno:
La rivista Time riferì che, al momento della morte di Cukurs nel 1965, i suoi crimini includevano l'incendio delle sinagoghe di Riga, l'annegamento di 1200 ebrei in un lago e la sua partecipazione all'omicidio di 10'600 persone il 30 novembre 1941 in una foresta vicino a Riga.

## Fuga e assassinio nel dopoguerra
Cukurs si ritirò in Germania con le forze tedesche, ma dopo la guerra preferì emigrare per garantirsi maggiore sicurezza nel Brasile retto dal dittatore Getúlio Vargas attraverso le ratlines. Il 18 dicembre 1945 il Consolato brasiliano a Marsiglia rilasciò il visto per la residenza permanente. Il visto non riportò il nome della moglie, Milda Berzups (1908-1989?) ma identificò tre figli minori: Gunārs (1931-2010), Antinea (1934) e risulta nato in Brasile, a Niterói, un altro figlio: Mintants Ralph Richard Cukurs (1955-2009) che diverrà pilota degli idrovolanti "Seabee". Una volta in Brasile, Cukurs stabilì un'attività a San Paolo, pilotando il Republic RC-3 Seabee per voli panoramici. La famiglia e discendenti ancora oggigiorno continuano a gestire l'attività degli idrovolanti e natanti fondata da Herberts.
Individuo brillante, in Lettonia, la sua patria, Cukurs costruì almeno 3 aerei di sua progettazione. Nel 1937 fece un tour di 45.000 km visitando Giappone, Cina, Indocina, India e Russia, volando su un monoplano in legno C.6 (immatricolato "YL-ABA") di sua creazione. L'aereo era alimentato da un motore Gipsy da 135 CV. Per questo tour gli fu assegnata l'"Harmon Trophy" No. 6, premio emesso dalla francese Ligue International d'Aviation.
Durante la seconda guerra mondiale, Cukurs pilotò pure i Bristol Bulldog e i Gloster Gladiator. Dopo la guerra, andò con la sua famiglia in Brasile (prima a Rio de Janeiro, poi a Santos e infine a San Paolo) e ottenne l'immunità dal governo brasiliano. In Brasile, nel 1948, avviò la sua attività di aerotaxi con idrovolanti, pilotando i Seabee's e noleggiando piccole imbarcazioni ai turisti.
Suo figlio Gunārs continuò le operazioni di aerotaxi Seabee fino al 1996, quando andò in pensione, accumulando più di 12.000 ore di volo con gli idrovolanti.
Mentre viveva in Sud America, il padre, Herberts, non si nascose né cercò di occultare la sua vera identità.

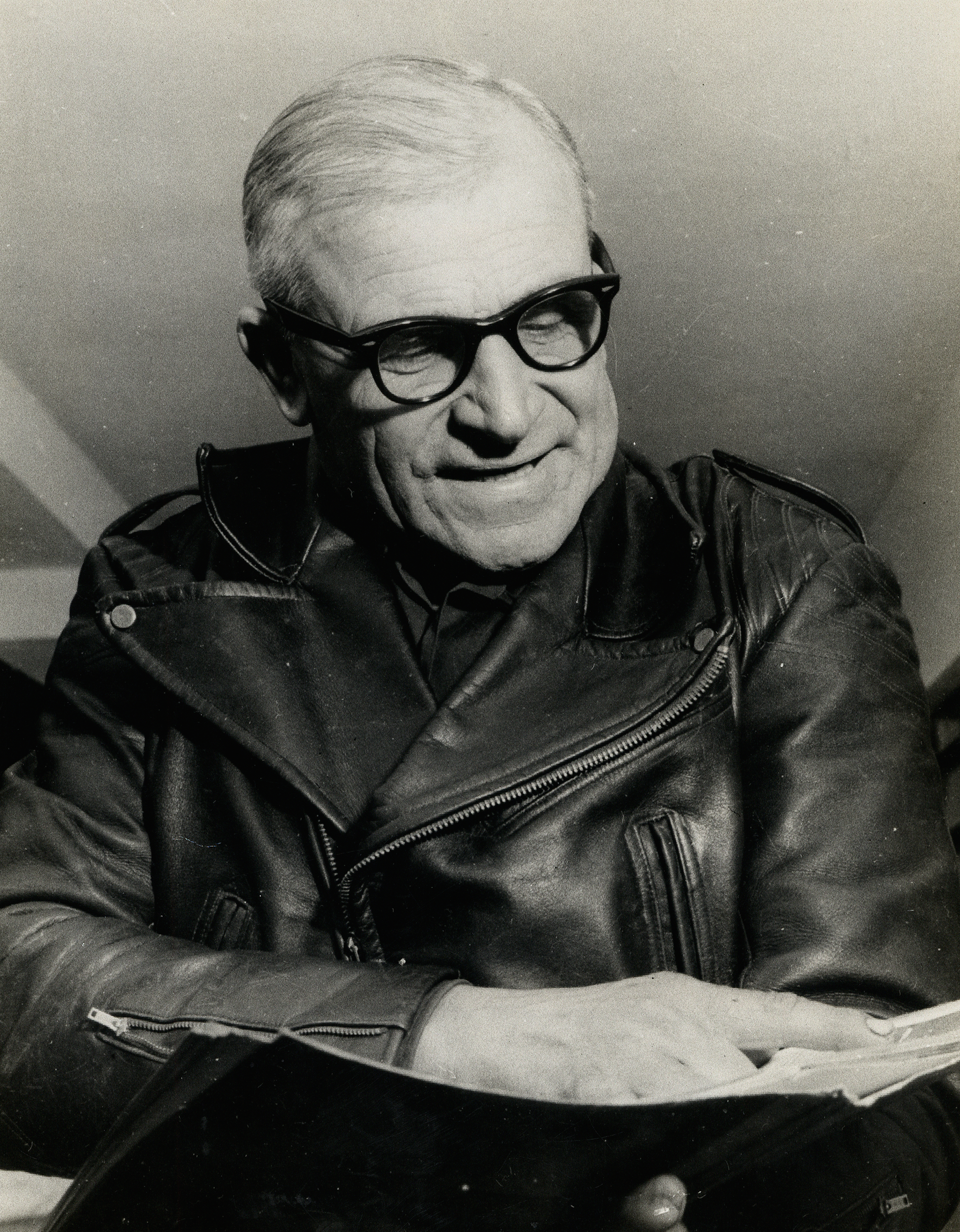
Cukurs l'anno della morte (1965)

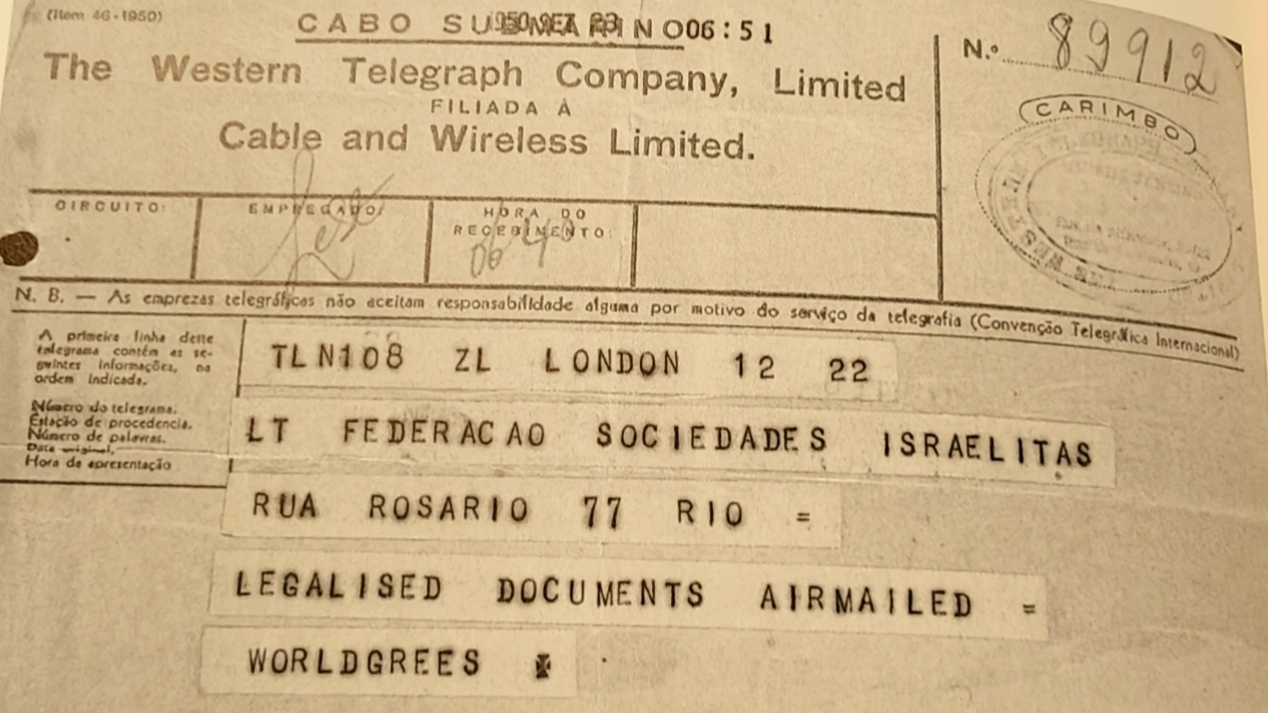
Telegramma di Herman Michelson alla Federazione ebraica brasiliana per informare che le copie autenticate delle testimonianze dei sopravvissuti ai crimini nazisti erano in viaggio verso Rio de Janeiro, settembre 1950

Nel 1965 Cukurs fu raggiunto e assassinato dagli agenti del Mossad: alcuni di essi lo persuasero a recarsi in Uruguay, dove era più facile prenderlo di mira secondo i calcoli dell'intelligence (in Brasile era protetto dal governo e dalla comunità tedesca, avendo anche detto ai suoi famigliari di essere innocente, come risulta da un articolo del giornale "Folha", con la scusa di avviare un'attività imprenditoriale di aviazione. Dopo che si seppe che non sarebbe mai stato processato per la sua partecipazione all'Olocausto, dato che né il nuovo Brasile della dittatura militare né l'Uruguay democratico avevano l'estradizione o avrebbero collaborato, il Mossad fu autorizzato dal governo israeliano a ucciderlo (visto anche il clamore e le polemiche del rapimento illegale di Eichmann per processarlo e giustiziarlo a Gerusalemme pochi anni prima).

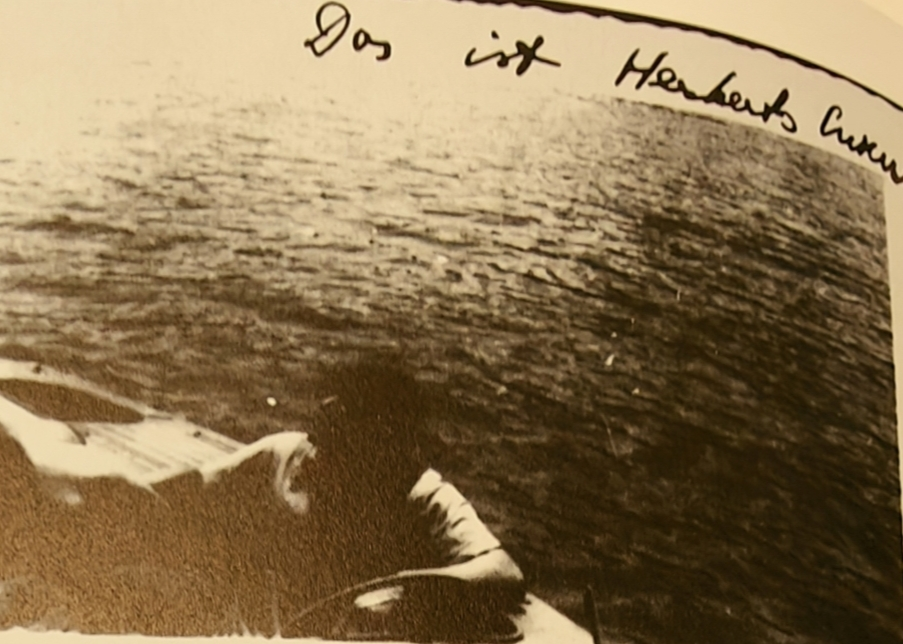
Foto di Cukurs scattata in Brasile in un momento di relax dai sopravvissuti ebrei che ne sorvegliavano i movimenti, data sconosciuta. Cukurs (attento alla sua sicurezza) era molto sospettoso. Dal 1950 la sua vita cambiò quando fu riconosciuto da alcuni scampati alla Shoah.

Il capo del Mossad, all'epoca Meir Amit, autorizzò il comandante dell'unità chiamata "Mifratz" (denominata in seguito "Cesarea"), Yosef Yariv, a localizzare Cukurs e ad assassinarlo.
Yariv scelse personalmente l'agente Yaakov Meydad ("Mio") incontrandolo a Parigi a settembre 1963. Per una settimana, Meydad si fece passare per un uomo d'affari austriaco in Europa, chiamato "Anton Künzle" e inizialmente volò in Brasile da solo. Dopo circa una settimana di permanenza, prenotò un volo turistico su un idrovolante presso l'azienda di Cukurs, per avvicinarlo, conoscerlo e cercare di stringere rapporti amichevoli facendo credere di essere interessato a investire denaro in concreti progetti turistici nella zona. Cukurs aveva messo in piedi ultimamente una ditta che affittava barche, canoe e idrovolanti. Per guadagnarsi la fiducia di quest'ultimo, Meydad gli raccontò di aver combattuto come tenente nell'esercito tedesco e di essere stato ferito sul fronte orientale, mostrando persino la cicatrice della ferita, che in realtà era una cicatrice dovuta a un intervento chirurgico eseguito in Israele.
A quel punto, come verrà riferito dalle memorie, invitò Meydad a casa sua dove gli mostrò la sua collezione di pistole. Durante un altro giro nella sua fattoria improvvisamente un chiodo uscì dalla scarpa di Meydad (Anton Künzle) e Cukurs gli porse la pistola in modo che potesse colpire il chiodo con il calcio e rimetterlo dentro. Nei mesi successivi il rapporto fra i due si consolidò tanto che l'agente del Mossad offrì a Cukurs un posto come consulente, ma nonostante questo la diffidenza e i sospetti prevalsero più del fiuto per gli affari tanto che fece una foto di "Künzle" dandola alla moglie allo scopo di richiedere informazioni poi alla locale polizia. I due uomini comunque mantennero contatti anche quando Meydad ritornò in Europa.
Intanto la squadra del Mossad oramai era pronta per l'operazione finale. Formata da Menachem Barbash (1917-2006): quest'ultimo già inviato da parte del Mossad in sud-America e da tempo sul posto per osservare e studiare i movimenti di Cukurs; Ze'ev Amit (1927-1973, soprannome Slotsky); Yosef Yariv (1925-1998); Eliezer Sudit (1925-2011); Moshè Levin (1936-1994) e naturalmente il più motivato e determinato come capo-squadra: Yaakov Meydad, soprannome Mio che si presenterà sempre a Cukurs come "uomo d'affari austriaco" con la falsa identità (e documenti) di "Anton Künzle".
Meydad (1919-2012), risultava essere un'agente di grande esperienza visto che (come già 
detto in precedenza) fu scelto per fare parte della squadra per rapire Adolf Eichmann a Buenos Aires nel maggio del 1960 quando a sera tarda stava tornando verso casa, col bus, dalla filiale Mercedes-Benz ove lavorava.. Si dedicò anche in Ghana alla ricerca del medico delle SS Horst Schumann poi estradato l'anno dopo questa operazione (1966) in Germania e poi processato.
Dopo averlo avvicinato già in Brasile, telegrafò a Cukurs da Montevideo. Quest'ultimo giunse in Uruguay sbarcando all'aeroporto di Montevideo dove trovò il Meydad alias Künzler. Si presentava calvo, viso tondo, occhiali con la montatura spessa, folti baffi e con una Volkswagen Maggiolino presa in affitto con la quale lo condusse prima in albergo, all'Hotel Victoria Plaza, oggigiorno Radisson-Victoria Plaza, dove gli aveva prenotato la stanza 1719.
Probabilmente il giorno seguente il suo arrivo ci fu il tragitto verso una villetta (quella fatale) denominata "Casa Cubertini" che si trova in 
Calle Columbia
Balneario, quartiere Parque Carrasco, dipartimento di Canelones, all'epoca era un remoto sobborgo della città, oggi con l'espansione urbanistica è divenuta una zona residenziale medio-alta e che dal 1994 facente parte di Ciudad de la Costa. La villetta fu anch'essa presa in affitto dal signor Künzler (si presenterà sempre a tutti definendosi "un uomo viennese").
.

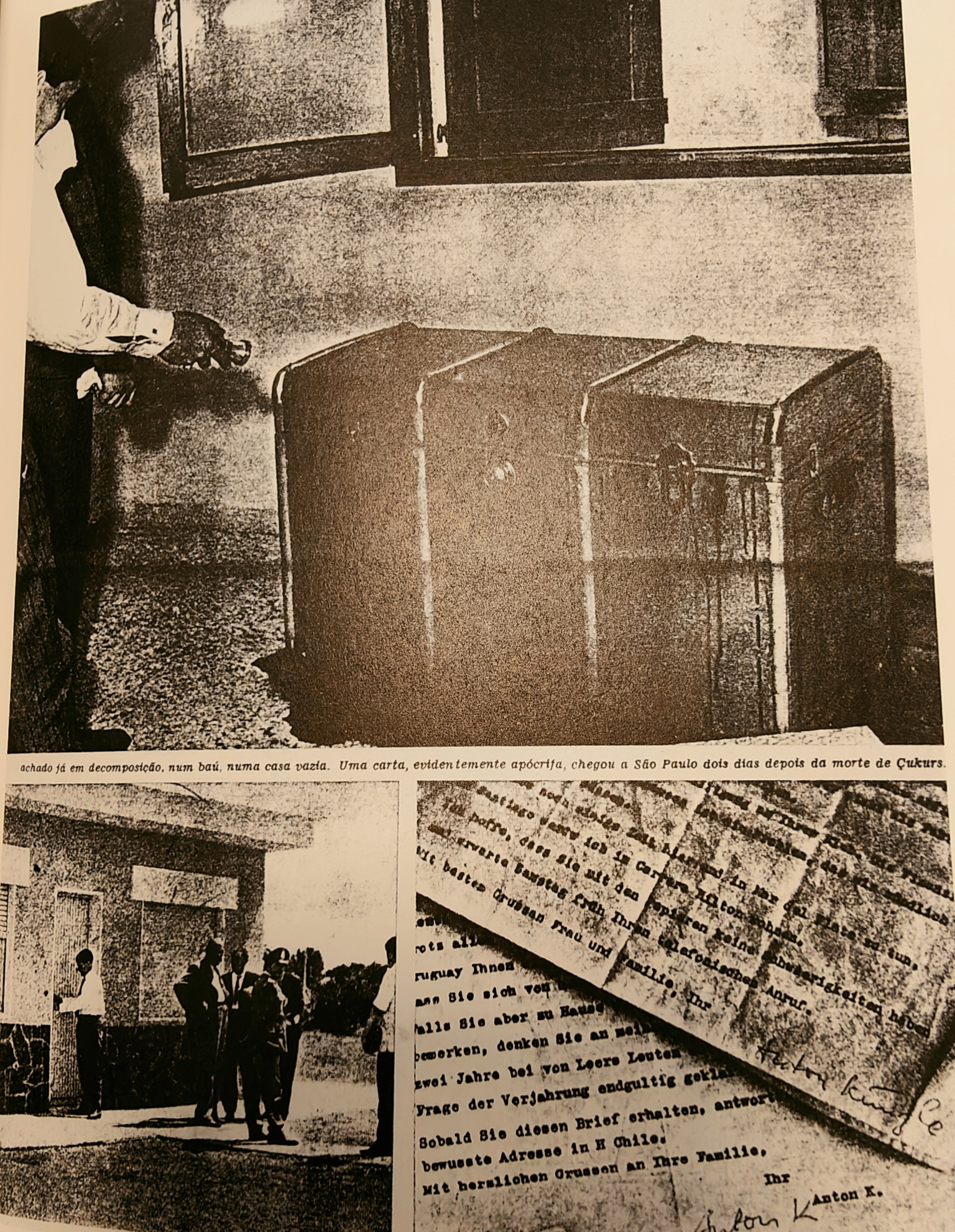
Cronaca della rivista brasiliana "O Cruzeiro", numero del 3 marzo 1965: il cadavere di Herberts Cukurs rinvenuto in un baule in un bungalow costiero, Calle Colombia, Ciudad de la Costa, quartiere Parque Carrasco. A Sx, in basso, l'esterno del bungalow e i poliziotti uruguaiani con i giornalisti; a Dx, visibili i fogli dattiloscritti riguardanti tutti i crimini effettuati da Cukurs durante la guerra

Tutte le fonti e testimonianze concordano nel fissare il delitto con la data della mattinata di martedì 23 febbraio 1965 
Cukurs scese dall'auto guidata da Meydad-"Künzle" allo scopo di vedere insieme "potenziali siti per progetti turistici" su cui investire e consigliare. La Volkswagen prima però si fermò per fare rifornimento in una stazione di servizio vicino alla casa, in verità si trattava del segnale da fornire "all'osservatore" (l'agente di vedetta Menachem Barbash) che l'operazione stava "procedendo correttamente". Nel frattempo, davanti alla casa c'erano nascosti alla vista gli altri membri della squadra vestiti solamente di biancheria intima (allo scopo dopo la prevista lotta di indossare vestiti puliti,  soprattutto senza presenza di tracce di sangue).
Cukurs entrò nella casa tenuta buia, gli agenti chiusero rapidamente la porta alle sue spalle, saltandogli addosso e picchiandolo. Cukurs, verrà riferito, di robusta costituzione cercò di respingerli energicamente correndo verso l'uscita tentando con tutte le forze di aprire la porta d'ingresso. Arrivò persino a mordere Yosef Yariv alla mano estraendo poi una pistola che portava sempre con sé. Durante la colluttazione, descritta molto violenta, Ze'ev Amit lo colpì alla testa con un martello. Ancora stordito dal colpo, con il sangue che usciva ebbe ancora la forza di gridare (dalla testimonianza di un agente presente in lingua tedesca) agli aggressori: "Lasciatemi parlare!", "lass mich sprechen": forse rivolgendosi all'uomo con il martello? A questo punto uno degli agenti segreti gli sparò due volte alla testa con una semiautomatica munita di silenziatore facendolo cadere mortalmente a terra. Secondo altre fonti dopo le martellate cadde per terra e fu poi che uno (Meydad?) gli sparò due colpi (silenziati) alla nuca. È certo che nessuno sentì gli spari ma neppure la colluttazione sebbene le grida come in seguito riferito alla polizia uruguaiana. Il suo corpo, trovato in un baule presentava diverse ferite da arma da fuoco e il cranio fracassato. Su questi fatti c'è stata una lunga indagine con un libro scritto dal giornalista-scrittore uruguaiano Fernando Butazzoni che si è interessato alla figura di Herberts Cukurs. Per il Sudamerica (dopo il caso Eichmann) questa vicenda viene considerata la più grande operazione segreta del Mossad (nel Río de la Plata) per via dell'esecuzione mortale. Col tempo trascorso purtroppo si è creato nel paese un clima fatto di congetture e disinformazioni che hanno alterano la realtà 
dei fatti. Butazzoni per tale motivo ha fatto ricerche approfondite per cercare ogni dettaglio di verità scrivendo un libro intitolato: "Los que nunca olvidarán" ("Quelli che non dimenticheranno mai").
Dal racconto degli esecutori risulta che pulirono la scena del crimine in grande fretta. Il capo-missione controllò che fosse davvero morto, il baule allora fu chiuso a chiave. Il gruppo, rivestito di abiti nuovi, uscì di casa allontanandosi con tre Maggiolini Volkswagen (le altre due erano nascoste alla vista) ma il tutto fu osservato da diversi operai edili al lavoro in un vicino cantiere in costruzione. Dopo aver svoltato il primo angolo, il corteo si diresse verso la città di Montevideo. Gli esecutori del delitto avevano già deciso di lasciare rapidamente il continente sudamericano disperdendosi verso Parigi, Roma, la Germania per poi ritrovarsi tutti in patria, a Tel Aviv.
Va ricordato che svolse un ruolo importante per fare passare in secondo piano questa "operazione" del Mossadil fatto che contemporaneamente in Uruguay, il presidente del governo, Luis Giannattasio, era morto all'inizio di febbraio, proprio lo stesso mese del delitto. Ci fu il lutto ufficiale con tutte le cerimonie dei funerali solenni di stato che occuparono gli organi di stampa e la pubblica opinione.
Riguardo la persona di Herberts Cukurs emerse che, con moglie e figli, era di casa in Brasile, la famiglia si era stabilita, dopo la guerra, dal 1946. La moglie poi era abituata anche al fatto che il marito avesse, per affari, molti contatti.
Il cadavere venne ritrovato solo dieci giorni dopo, in stato di putrefazione, grazie alla denuncia volutamente presentata a Düsseldorf, mentre alcuni del gruppo di appartenenti al Mossad era in transito. In una lettera fornirono l'ubicazione esatta della casa, pubblicarono un proclama di accuse contro Cukurs e annunciarono l'esecuzione con relativa sentenza. Il testo redatto in inglese, era dattiloscritto su una macchina da scrivere Alpina come rilevato dai periti e fu inviato agli uffici dell'agenzia di stampa AP a Bonn con la firma "Quelli che non dimenticheranno mai" sicuramente usata come sigla di fantasia per designare un'organizzazione inesistente allo scopo, però, di intimidire e ammonire molti nazisti fuggiti e latitanti nel mondo ancora (all'epoca) vivi.
Accanto al corpo di Cukurs, in Uruguay, chiuso nel baule,avvolto in una coperta piena di sangue, furono lasciati diversi documenti relativi al suo coinvolgimento nell'omicidio degli ebrei nel ghetto di Riga

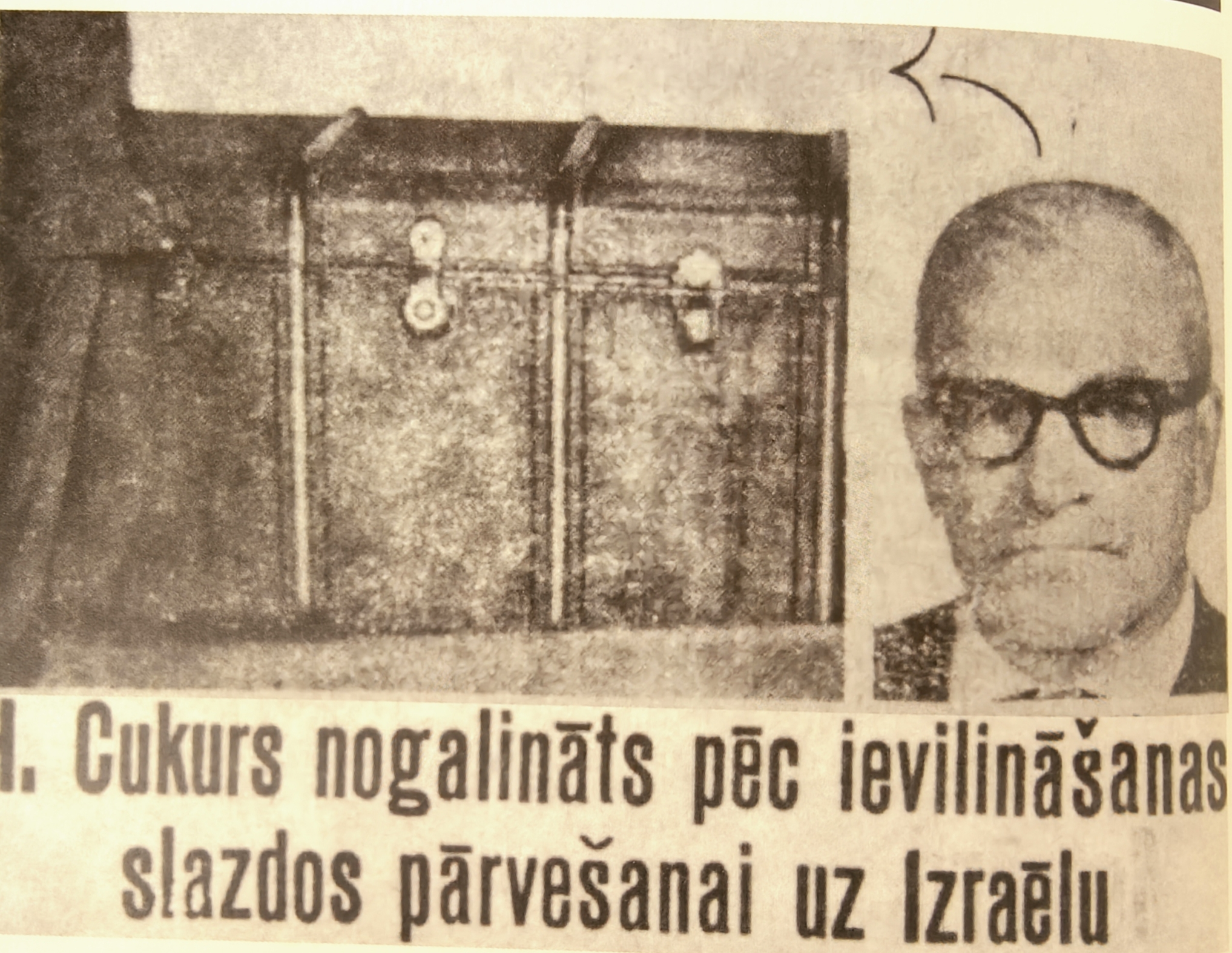
Baule col cadavere, traduzione da un giornale lettone: "H. Cukurs ucciso dopo essere stato adescato
in trappola per il trasferimento in Israele"

A titolo di promemoria, gli fu posto sul petto, insieme al martello (anch'esso sporco di sangue, utilizzato per commettere il crimine) un testo descrittivo di un massacro perpetrato nel 1942 dalle truppe delle SS in Ucraina. Furono, dopo, fatte le foto da parte dei giornalisti col cadavere sistemato a gambe distese col busto eretto.
Un giornale uruguaiano, contattato pure da Parigi, aveva segnalato l'esistenza del cadavere e la sua esatta ubicazione, ma il direttore del giornale ricevendo la notizia non la ritenne attendibile. In seguito decise di verificare la fonte.
L'Interpol annunciò dopo l'assassinio che stava ricercando Menachem Barbash, l'altro agente identificato (Eliezer Sudit) e la foto esistente di "Künzle-Meydad" scattata dal sospettoso Cukurs durante il loro incontro poi pubblicata sulla stampa come richiesto dalla moglie del criminale nazista lettone. Dopo un po', infatti, l'indagine venne abbandonata, vista anche la non difendibilità di Cukurs per il suo sanguinoso passato.
Come speravano i pianificatori dell'operazione, l'uccisione di Cukurs scatenò il dibattito sull'applicazione della prescrizione dei crimini nazisti e circa un mese dopo l'assassinio: l'argomento fu rinviato. L'articolo venne poi completamente abrogato per quelli riguardanti i crimini nazisti considerati giustamente mostruosi.
I media in Sud America e Germania ricevettero una nota in cui si affermava:
La nota fu inizialmente considerata come uno scherzo, ma poi fu avvisata la polizia e il corpo fu scoperto e infine consegnato alla famiglia. Si pensò ad una vendetta, ma alcuni anni dopo Israele ammise ufficialmente di aver autorizzato l'omicidio mirato di Cukurs per mano del Mossad.

## Eredità e polemiche
Lo storico israeliano di origine americana e cacciatore di nazisti Efraim Zuroff, del Simon Wiesenthal Center, ha sottolineato che il fatto che Cukurs non sia stato perseguito ha consentito quelli che crede siano "tentativi da parte dei nazionalisti di destra e della sua famiglia di scagionare completamente Cukurs e altri lettoni per mettere in discussione o diminuire la sua colpevolezza individuale" e "riportarlo allo status di eroe in Lettonia e mascherare la sua enorme colpa".
Nel 2004 sono state emesse delle buste postali con l'immagine di Cukurs e distribuite da Nacionālā Savienība Taisnīgums (NST), un partito politico nazionalista di estrema destra in Lettonia. L'atto fu condannato da Yad Vashem, e dal ministro degli Affari esteri della Lettonia Artis Pabriks in una dichiarazione in cui si afferma che "coloro che hanno prodotto tali buste in Lettonia evidentemente non capiscono la tragica storia della seconda guerra mondiale in Lettonia o in Europa". Il ministero degli affari esteri ha dichiarato che Cukurs era "colpevole di crimini di guerra" e che "ha preso parte alle attività del famigerato Commando Arājs, che ha partecipato all'Olocausto ed è stato responsabile dell'uccisione di civili innocenti. L'ufficio del procuratore generale della Lettonia ha respinto due volte l'esonero di Herberts Cukurs da responsabilità".
Nell'estate del 2005 una mostra intitolata Herberts Cukurs: The Presumption of Innocence è stata organizzata a Liepāja da K@2, una ONG culturale e artistica gestita dal regista svedese di documentari Carl Biorsmark. Una delle sale espositive conteneva testimonianze e resoconti di testimoni che accusavano e scagionavano Cukurs, mentre un'altra mostrava il ritratto di Cukurs, il suo presunto assassino Anton Künzle e una foto del cadavere di Cukurs. Biorsmark ha commentato la mostra dicendo:"Questo è ciò che gli artisti devono fare: stare nel mezzo e sollevare punti interrogativi". La mostra ha affrontato pesanti critiche da vari esperti, così come dalla comunità ebraica lettone che l'ha definita un tentativo di riabilitare un criminale di guerra.
L'episodio 1 della serie Nazi Hunters del National Geographic del 2009 ha ricostruito l'operazione dell'assassinio di Cukurs da parte del Mossad.
L'11 ottobre 2014, il musical Cukurs. Herberts Cukurs, prodotto da Juris Millers, è stato presentato in anteprima a Liepāja. "Non siamo i sostenitori di Herberts Cukurs e non siamo i suoi giudici", ha detto Millers al premier, "spero che questa performance la faccia pensare". Un'altra rappresentazione inizialmente prevista per il 17 marzo, all'indomani della Giornata della Memoria dei legionari lettoni, è stata posticipata per paura di "gravi provocazioni". Il musical è stato criticato da Zuroff su Twitter che ne era "completamente disgustato". 
Il presidente russo Vladimir Putin ha definito il musical un "vivido esempio" di manifestazioni aperte di neonazismo che secondo lui erano diventate "routine" in Lettonia e in altri paesi baltici. Il ministro degli Affari esteri della Lettonia Edgars Rinkēvičs ha affermato che la produzione "non è di buon gusto" e "non può in alcun modo essere sostenuta", ma ha difeso il diritto del produttore alla libertà di parola.
Nel 2020, Stephan Talty ha pubblicato un resoconto della caccia a Cukurs da parte del Mossad, intitolato The Good Assassin: How a Mossad Agent and a Band of Survivors Hunted Down the Butcher of Latvia.
La vicenda Kukurs è stata raccontata infinite volte. Sono stati realizzati film, opere teatrali, canzoni e spettacoli. Sono stati scritti in ebraico, inglese, spagnolo, portoghese, tedesco, lettone e russo.